# أدريان باس
أدريان باس (بالفرنسية: Adrien Bas) هو رسام فرنسي، ولد في 16 أبريل 1884 في 3rd arrondissement of Lyon ‏ في فرنسا، وتوفي في 2 مايو 1925 في ليون في فرنسا بسبب سل.

## معرض صور

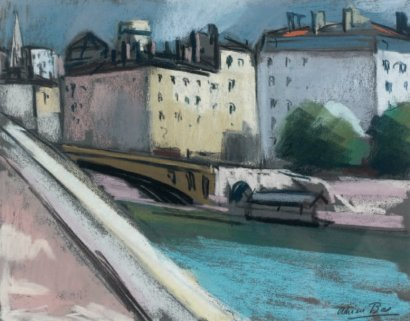
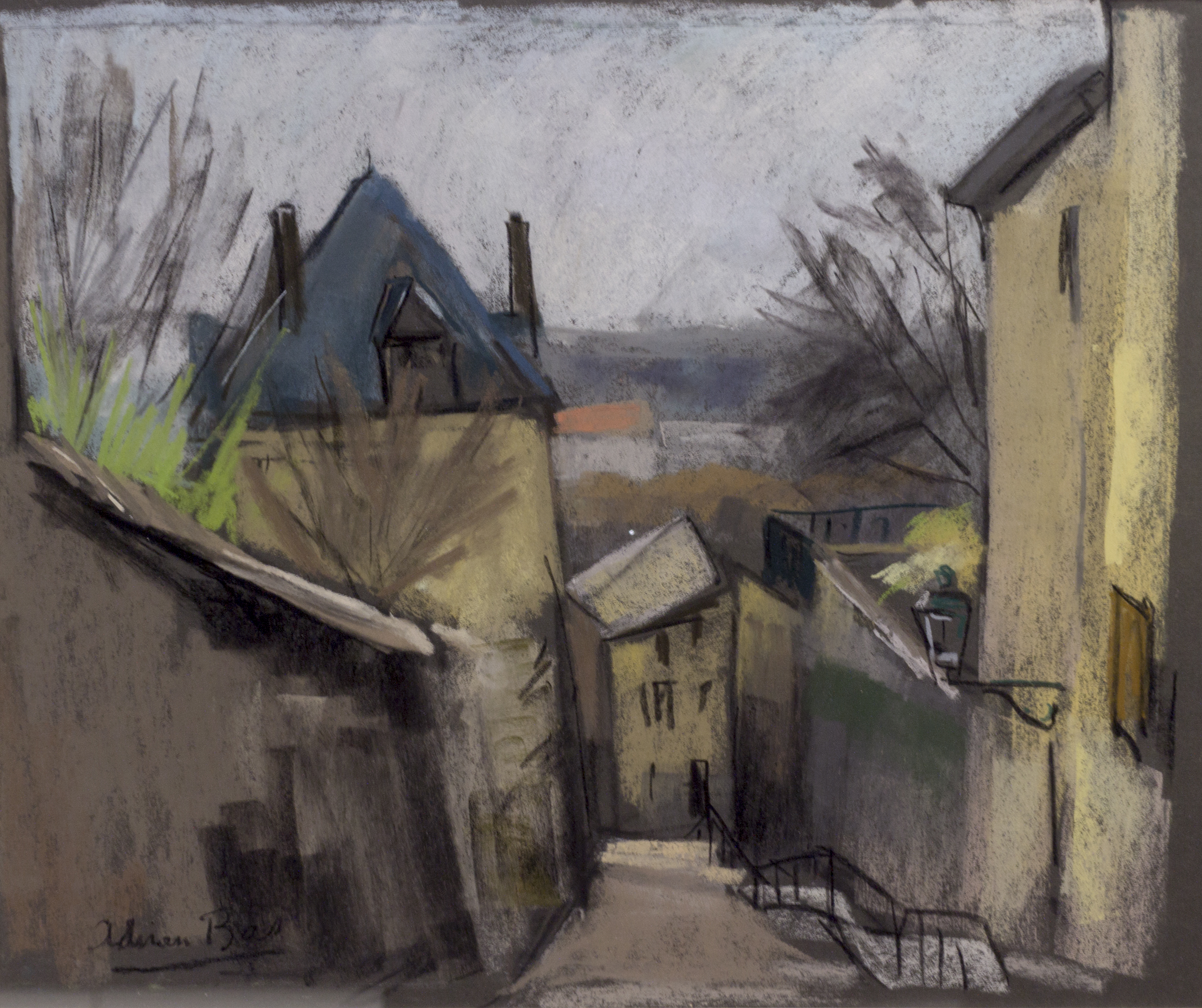
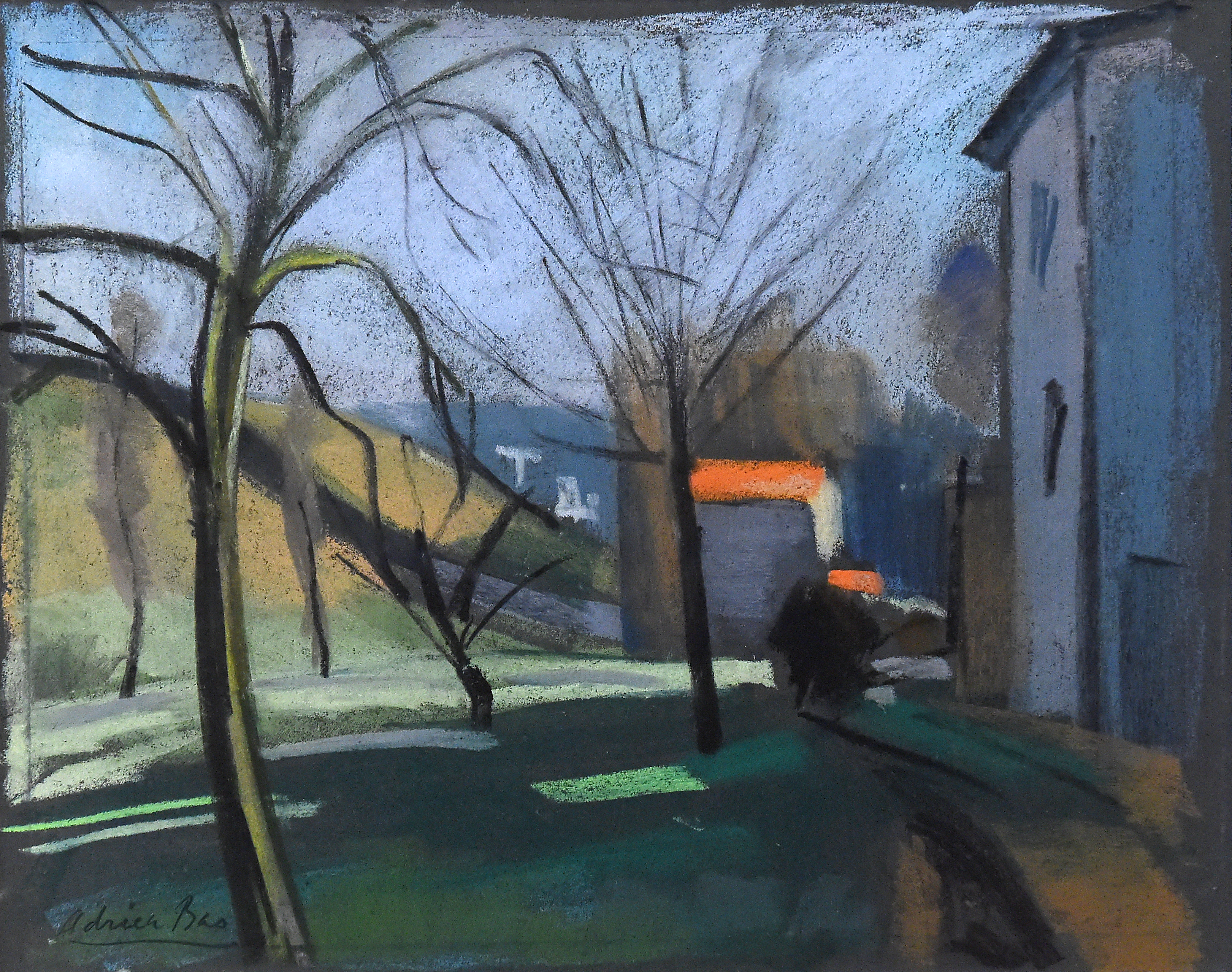
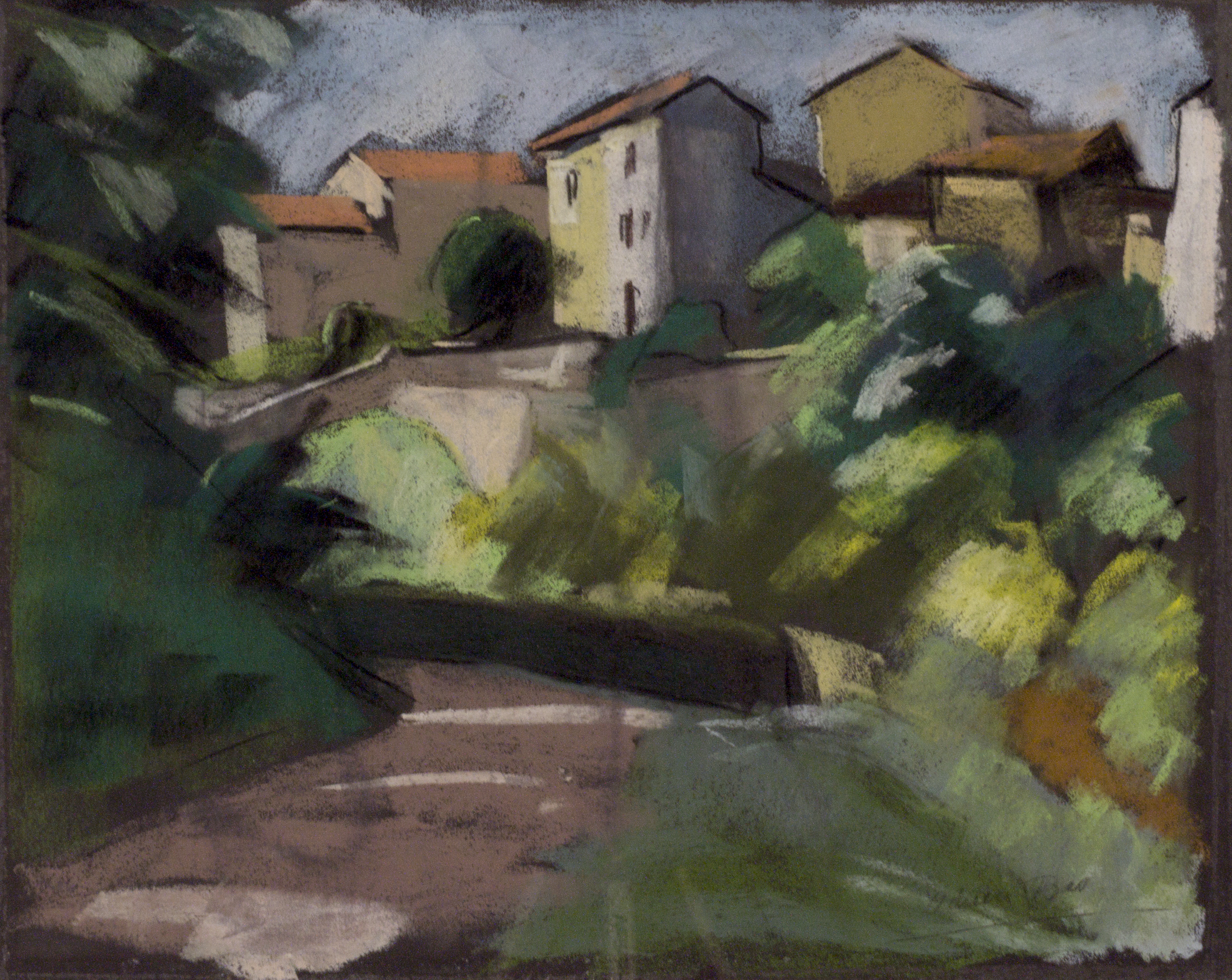